# Фокіна Людмила Іванівна
Людмила Іванівна Фокіна (1931—2006) — фрезерувальниця, Герой Соціалістичної Праці (1971).
Людмила Фокіна народилася 2 серпня 1931 року на хуторі Задонський (нині — Азовський район Ростовської області). Закінчила школу фабрично-заводського учнівства, після чого працювала на Ростовській державній взуттєвій фабриці імені А.І. Мікояна.
Пропрацювала на фабриці майже сорок років. За цей час Фокіна опанувала ряд спеціальностей, в тому числі фрезерувальниці взуття. Була передовиком виробництва, перевиконувала змінні норми в два і більш рази, була ініціатором соціалістичних змагань.
Указом Президії Верховної Ради СРСР від 5 квітня 1971 року за видатні успіхи в достроковому виконанні завдань п'ятирічного плану і великий творчий внесок у розвиток виробництва тканин, трикотажу, взуття, швейних виробів та іншої продукції легкої промисловості» Людмила Фокіна удостоєна високого звання Героя Соціалістичної Праці з врученням ордена Леніна і медалі «Серп і Молот».
Активно займалася громадською діяльністю, обиралася членом Ростовського міськкому та облради, делегатом XXII і XXIV з'їздів КПРС, депутатом Верховної Ради СРСР 10-го скликання. У 1986 році Фокіна вийшла на пенсію.
Померла 30 листопада 2006 року, поховали на Північному кладовищі Ростова-на-Дону.
Також нагороджена орденом Трудового Червоного Прапора та низкою медалей.